# 初対面だけど愛してます
『初対面だけど愛してます』（しょたいめんだけどあいしてます、朝: 초면에 사랑합니다、英: The Secret Life of My Secretary）は、2019年5月6日から6月25日まで韓国SBSで放送されたテレビドラマ。次期社長候補の男と天然秘書が繰り広げるラブコメディ。全32話。最高視聴率は、4.6%。

## あらすじ
秘書のチョン・ガリ（チン・ギジュ）は、ワガママな上司ド・ミニク本部長（キム・ヨングァン）をサポートしてきたが、突然解雇される。そんな中、ミニクは、不審者に襲われたことが原因で失顔症になってしまう。さらに元女優のベロニカ・パク（キム・ジェギョン）と見合いをするが、もう一度、一緒に働くことになったガリだけは顔を認識できる。

## キャスト

### メイン
- ド・ミニク：：キム・ヨングァン

T＆Tモバイルメディア1本部長。
頭もキレ、推進力もある次期社長候補。ある日突然失顔症になるが、ガリの顔だけは認識。実は養子で、家族愛に飢えている。
- チョン・ガリ／偽ベロニカ・パク：チン・ギジュ

秘書。
ベロニカの代わりにお見合いに出向き、二重生活を送ることに。一家の大黒柱で正社員採用が目標。
- ベロニカ・パク（本名:パク・オクソン）：キム・ジェギョン

元女優。
自己中心的に見えて、実は天然で一途。口癖は「awesome!」
- キ・デジュ：ク・ジャソン

T＆Tモバイルメディア2本部長。ミニクの友人。
早くに母親を亡くして苦労して育った。友達思いで真面目な性格。

### その他
- シム・ヘラ：チョン・エリ

ミニクの母。
- シム・ヘヨン：キム・ミンサン

T＆Tモバイル代表、ミニクの冷酷な叔父。
- イ・ウルワン：チャン・ソヨン

デジュの秘書。

## スタッフ
- 脚本：キム・アジョン
- 演出：イ・グァンヨン
- 制作：SBS, Beyond J